# Міжселенна територія Верхньобуреїнського району
Міжселенна територія Верхньобуреї́нського району (рос. Межселенная территория Верхнебуреинского района) — муніципальне утворення у складі Верхньобуреїнського району Хабаровського краю, Росія.
Згідно із федеральними законами територія напряму підпорядковується районній владі.
Населення міжселенної території становить 56 осіб (2019; 74 у 2010, 95 у 2002).
Станом на 2002 рік існувала Шахтинська сільська адміністрація (селище Шахтинський), яка пізніше була ліквідована.

## Склад
До складу сільського поселення входить:
| Населений пункт     | Населення, осіб (2002) | Населення, осіб (2010) |
| ------------------- | ---------------------- | ---------------------- |
| Шахтинський, селище | 95                     | 74                     |